# Richtlinien für die Verwaltungsführung im Bunde
Die Richtlinien für die Verwaltungsführung im Bunde  waren eine mit Wirkung vom 1. Januar 1975 erlassene und bis 2002 gültige Verwaltungsvorschrift für die Schweiz. Sie wurden durch die am 27. März 2002 vom Bundesrat genehmigten Führungsfragen für die Bundesverwaltung ersetzt.
Mit den Richtlinien für die Verwaltungsführung im Bunde sollten die Voraussetzungen für ein optimales Zusammenwirken aller Kräfte innerhalb der Schweizerischen Bundesverwaltung geschaffen werden, um die Erkenntnisse von Hochschulen und aus der Wirtschaft in der Verwaltung nutzbar zu machen. Sie wurden vom Bundesrat in Kraft gesetzt. Unterschrieben haben sie der damalige Bundespräsident Brugger und Bundeskanzler Huber. Die Richtlinien richteten sich an Führungskräfte aller Ebenen in der Schweizer Bundesverwaltung und regelten diesen gegenüber verbindlich, wie sie sich im Umgang mit ihren Mitarbeitern verhalten sollen und was ihre Aufgaben sind.

## Inhalt
Die Richtlinien waren in neun Hauptabschnitte gegliedert, denen eine Einleitung vorangestellt war.

### Einleitung
Die Einleitung umriss allgemein die Ziele, die mit den Richtlinien verfolgt wurden. Hauptzweck war, Voraussetzungen für ein „optimales Zusammenwirken aller Kräfte“ in der Bundesverwaltung zu schaffen. Grundlage hierfür war vor allem die Anwendung des kooperativen Führungsstils.

### Hauptabschnitt A: Zweck und persönlicher Geltungsbereich
Hauptabschnitt A befasste sich mit Zweck und persönlichem Geltungsbereich der Richtlinien. Sie sollten dazu beitragen, die Führung zu erleichtern, ein gutes Arbeitsklima zu schaffen und die gesamte Verwaltungstätigkeit im Sinne eines zeitgemässen Führungsstils möglichst effizient zu gestalten. Ihr Zweck war es unter anderem, den Vorgesetzten Grundsätze und Methoden der Führung aufzuzeigen, den Mitarbeitern zu ermöglichen, sich entsprechend ihren menschlichen und fachlichen Qualitäten zu entfalten, aktiv am Führungsprozess mitzuwirken und ihre Aufgaben sachgerecht zu erfüllen. Sie richteten sich insbesondere an die Vorgesetzten aller Instanzen und waren für diese verbindlich. Diese mussten die Richtlinien verinnerlichen und vorleben. Dadurch sollte letztlich eine in etwa gleichmässige Führungskultur auf hohem Niveau erreicht werden.

### Hauptabschnitt B: Führung
Hauptabschnitt B definierte, was unter Führung zu verstehen war. Führung bedeutete, das Handeln aller an einer Aufgabe Beteiligten auf die gesetzten Ziele auszurichten. Der Begriff der Führung umfasste die Fähigkeit zum Überblicken des Handlungsbereiches, den Willen, Mitarbeitern positiv zu beeinflussen, Prioritäten zu setzen und klare Ziele anzuvisieren, Koordinierung sicherzustellen und eine effiziente Kontrolle auszuüben, ohne dass die Mitarbeitern den Eindruck haben müssen, der Chef/die Chefin traue ihnen nichts zu.

### Hauptabschnitt C: Der kooperative Führungsstil als Grundprinzip für erfolgreiches Verwaltungshandeln
Hauptabschnitt C sah in dem kooperativen Führungsstil ein Grundprinzip für erfolgreiches Verwaltungshandeln. Er bedeutete, konsequente Förderung von Initiative und Selbständigkeit,	aktive Mitwirkung aller Beteiligten am Führungsprozess, überzeugende Motivierung der Zielsetzung und Begründung der Entscheidung. Weitere Grundprinzipien waren:
- Vorausschauendes Denken
- Bestandsaufnahme der Verwaltungstätigkeit (in einem Soll/Ist-Vergleich war festzustellen, ob Soll und Ist übereinstimmten, d. h. was ist, was soll sein. Stimmten Soll und Ist nicht überein, musste das Ist mit entsprechenden Massnahmen zum Soll geführt werden. Beispiel: Die Beschauquote bei der Einfuhr von Waren soll mindestens 5 % betragen. Eine Erhebung der Beschauzahlen ergibt, dass das Zollamt A 10 %, das Zollamt B 1 % und das Zollamt C 3 % der Waren beschaut. A kann es bei 10 % belassen, B muss die Beschauquote um 4 % und C um 2 % erhöhen.)
- Prioritätenbildung Prioritätenliste (z. B. Priorität 1: Erhebung der Verbrauchsteuern; Priorität 2: Erhebung der Zölle; Priorität 3: Einfuhrumsatzsteuer; Priorität 4: Nachprüfungsverfahren im Bereich Präferenzen; Priorität 5: Einhalten der Verbote und Beschränkungen bei der Einfuhr etc.)
- Exakte Zielsetzung (z. B. 5 % Mindestbeschauquote)
- Kosten-Nutzen-Analyse (Controlling)
- Kontrolle und Koordinierung des Vollzuges einer getroffenen Entscheidung
- Delegation
- Gegenseitige Information
- Lob und Tadel

### Hauptabschnitt D: Die Delegation von Aufgaben
Hauptabschnitt D beschäftigte sich mit der Delegation von Aufgaben. Delegieren hiess, einem Mitarbeiter Aufgaben zur selbständigen Bearbeitung zu übertragen. Der Mitarbeiter konnte die dafür erforderlichen Handlungen vornehmen und trug dafür die Verantwortung. Der Vorgesetzte durfte nur ausnahmsweise direkt intervenieren. Delegation bot Gelegenheit, Nachwuchskräfte zu fördern und zu erproben. Sie steigerte Selbständigkeit und Initiative der Mitarbeiter. Diese fühlten sich ihren Fähigkeiten entsprechend eingesetzt und empfanden die Kompetenzübertragung als Vertrauensbeweis, was ihr Verantwortungsbewusstsein stärkte. Die Delegation diente der notwendigen Entlastung des Vorgesetzten. Sie machte ihn frei, um seinen Führungsaufgaben nachzukommen. Er behielt aber die Verantwortung für das Ganze.

### Hauptabschnitt E: Führungsaufgaben
Hauptabschnitt E definierte die Führungsaufgaben. Dazu zählten: Bestandsaufnahme (Soll/Ist-Abgleich), s. o., Planung, Bildung von Prioritäten, Setzen von Zielen, Entscheidungen treffen, die Einleitung der zu ihrer Verwirklichung  notwendigen Massnahmen und die Kontrolle und Koordination des Vollzuges.

### Hauptabschnitt G: Mitarbeiterführung
Hauptabschnitt G beschrieb, wie Mitarbeiter zu führen waren und nannte die wichtigsten Aufgaben der Personalführung. Voraussetzung und Grundlage einer fruchtbaren Zusammenarbeit und damit einer erfolgreichen Führung war gegenseitiges Vertrauen, das
der Vorgesetzte durch den persönlichen Kontakt mit seinen Mitarbeitern pflegte. Dabei war die Führung durch Zielsetzung eine wirksame Methode kooperativer Führung. Der Vorgesetzte legte in einer Aussprache mit den Mitarbeitern die zu erreichenden Ziele für eine bestimmte Periode fest. Am Schluss der Periode stellte er in einem  Mitarbeitergespräch fest, ob die Ziele erreicht worden waren oder nicht. War das Ziel nicht erreicht worden, musste die Ursache geklärt werden.
Weitere wichtige Aufgaben der Personalführung durch Vorgesetzte waren die richtige Auswahl der Mitarbeiter, der ihren Fähigkeiten entsprechenden Einsatz, ihre Förderung und die Pflege der menschlichen Beziehungen. Er hatte sich persönlich um das Wohlergehen seiner Mitarbeiter zu kümmern, indem er  das Mitarbeitergespräch pflegte, Anregungen anhörte und  sie ernst nahm. Er förderte die Gemeinschaftsarbeit (Dienstbesprechungen) und besprach die Arbeitsergebnisse. Er beurteilte seine Mitarbeiter, kümmerte sich um Meinungsverschiedenheiten und löste Konflikte (Mobbing, Bossing, Staffing, d. h. Mobbing durch hierarchisch Untergeordnete).

### Hauptabschnitt H: Die Kriterien für die Auswahl von Vorgesetzten
Hauptabschnitt H nannte die Kriterien für die Auswahl von Vorgesetzten. Entscheidend war die Fähigkeit, die Achtung und das Vertrauen der Mitarbeiter zu gewinnen, diese für ihre Aufgaben zu begeistern und sie zu selbständigem, initiativem Denken und Handeln anzuspornen. Er musste folgende Voraussetzungen erfüllen, nämlich klares Denken, Sinn für die grossen Zusammenhänge und geistige Beweglichkeit, Sachkenntnis, Verantwortungsbewusstsein und Verantwortungsfreude, geistige Unabhängigkeit und Mut, echten Humor, Sinn für Gerechtigkeit und Verständnis für die Mitarbeiter. Seine persönlichen Interessen ordnete er der Sache unter, gab Sicherheit, zeigte Durchsetzungsvermögen und Organisationstalent. Er wusste mit Untergebenen und höheren Vorgesetzten umzugehen und stand für seine Mitarbeiter ein, Selbstdisziplin übend.

### Hauptabschnitt J: Persönliche Pflichten eines Vorgesetzten
Hauptabschnitt J definierte die persönlichen Pflichten eines Vorgesetzten.
- Als Vorgesetzter musste er die Führungsaufgaben unter vollem Einsatz seiner Person beispielhaft erfüllen. Er bietet seinen Mitarbeitern Anregungen und entfaltet seinen eigenen Führungsstil unter Beachtung dieser Rili. Er gibt sich, wie er ist und behält über die eigene Zuständigkeit hinaus das Ganze im Auge. Er verlangt klare und präzise Antworten. Er muss fragen können. Er lässt die Lage reifen, ohne Entscheidungen auf die lange Bank zu schieben und nimmt zu verantwortende Risiken auf sich. Er stellt klare Forderungen. Er erträgt Kritik, lobt und tadelt, resigniert nicht trotz Enttäuschungen und Rückschlägen und weiss um die Unvollkommenheit menschlichen Handelns inklusive seines eigenen.
- Als Mitarbeiter musste er sich für die Erfüllung seiner Aufgaben einsetzen, selbständig und initiativ handeln sowie Verantwortung übernehmen, seine Vorgesetzten beraten, entlasten und ihre Zeit nicht unnötig beanspruchen, sich seinem Vorgesetzten unterordnen, ohne zum unkritischen Ja-Sager zu werden.
- Als Kollege musste er alle an der Lösung einer Aufgabe Beteiligten rechtzeitig kontaktieren und kooperieren, für umfassende und gegenseitige Information sorgen, sich als Kollege gerieren und die Leistungen der Kollegen entsprechend würdigen.